# امانوئله رو وره
امانوئله رو وره (به ایتالیایی: Emanuele Ròvere) از خوانندگان سرشناس در دنیای اسپرانتو می باشد. شهرت وی بیشتر مدیون ترجمه و بازسازی آهنگ‌های ماندگار پاپ به زبان اسپرانتو می باشد. بیشتر این ترجمه ها از زبان‌های ایتالیایی و انگلیسی انجام شده است.